# Tamsweg (distrikt)
Tamsweg är ett distrikt (Bezirk) i det österrikiska  förbundslandet Salzburg. Distriktets huvudort är Tamsweg. Distriktet utgör det område som även kallas för Lungau.
Distriktet delas in i fyra köpingskommuner och elva kommuner:

Kommunerna i distriktet Tamsweg

Köpingskommuner (Marktgemeinden):
- Mariapfarr
- Mauterndorf
- Sankt Michael im Lungau
- Tamsweg

Kommuner (Gemeinden):
- Göriach
- Lessach
- Muhr
- Ramingstein
- Sankt Andrä im Lungau
- Sankt Margarethen im Lungau
- Thomatal
- Tweng
- Unternberg
- Weißpriach
- Zederhaus